# S-funkcja
S-funkcja (funkcja klasy s) – funkcja używana jako jedna z funkcji przynależności w logice rozmytej. Nazwa pochodzi od kształtu wykresu tej funkcji przypominający literę s. Funkcja ta definiowana jest jako:
{\displaystyle f(x,a,b,c)={\begin{cases}0&{\text{dla}}\;\;x\leqslant a\\2\left({\frac {x-a}{c-a}}\right)^{2}&{\textrm {dla}}\;\;a<x\leqslant b\\1-2\left({\frac {c-x}{c-a}}\right)^{2}&{\textrm {dla}}\;\;b<x\leqslant c\\1&{\textrm {dla}}\;\;x>c\end{cases}}}
gdzie:
{\displaystyle a} – określa początek S-funkcji,
{\displaystyle c} – określa koniec S-funkcji; {\displaystyle c>a,}
{\displaystyle b\;\;(b=c-(c-a)/2)} – określa wartość argumentu {\displaystyle x} dla której wartość funkcji jest równa 0,5.